# مزرعة عرطوسي
مزرعة عرطوسي أو مزرعة أرطوسي هي قرية لبنانية من قرى قضاء الضنية في محافظة الشمال.
- المساحة : 809 هكتار. وهي مجموع مساحة (الريحانية) و مزرعة عرطوسي و (بحنين). حيث أن جميع هذ البلدات موحدة عقاريا.